# Аутосасинофилија
Аутосасинофилија је облик парафилије  код које сексуално узбуђење и постизање оргазма особе зависе од постојања могуђности да буде убијена. Овај фетиш се може преклапати са неким другим фетишима код којих се ризикује нечији живот, попут оних који укључују утапање или гушење. То не значи нужно да особа заиста мора бити у животној опасности, јер су многи подстакнути сновима и маштањима о томе.

## Опис
Појам је увео Џон Монеј, који је такође дефинисао еротофонофилију као „узајамно стање“ у којем се побуђује „управљањем фазама и извршењем убиства несвесног сексуалног партнера“. Монеј је обе ове парафилије класификовао као „жртвене тј. експиративне врсте“.